# Demografía de Suazilandia
La mayor parte de los habitantes de Suazilandia, tanto los suazi como los zulúes, corresponden al grupo étnico Bantú, que se encuentran mezclados con un pequeño número de no-africanos. Tradicionalmente los bantúes han tenido una economía de subsistencia, cultivando y criando sus propios animales para consumo. Algunos trabajan en las minas de Sudáfrica. El cristianismo se encuentra algunas veces mezclado con prácticas y creencias tradicionales. Gran parte de los habitantes le atribuyen un rol espiritual especial al monarca.
Los idiomas oficiales son el Siswati (un idioma relacionado con los Zulú) y el inglés. Los asuntos gubernamentales y el comercio son gestionados en inglés en su gran mayoría.

## Perfil demográfico
Esuatini, un país pequeño, predominantemente rural y sin salida al mar, rodeado por Sudáfrica y Mozambique, padece una grave pobreza y la tasa de prevalencia de VIH/SIDA más alta del mundo. Una economía débil y deteriorada, una elevada tasa de desempleo, un rápido crecimiento de la población y una distribución desigual de los recursos se combinan para agravar la ya persistente pobreza e inseguridad alimentaria, especialmente en las zonas rurales. El clima errático (sequías frecuentes y lluvias torrenciales e inundaciones intermitentes), el uso excesivo de pequeñas parcelas, el pastoreo excesivo del ganado y las prácticas agrícolas anticuadas reducen el rendimiento de las cosechas y degradan aún más el medio ambiente, agravando los problemas de pobreza y subsistencia de Esuatini. La altísima tasa de prevalencia del VIH/SIDA en Esuatini -más del 28% de los adultos tienen la enfermedad- agrava estos problemas. La producción agrícola ha disminuido debido al VIH/SIDA, ya que la enfermedad hace que los hogares pierdan mano de obra y vendan ganado y otros bienes para pagar las medicinas y los funerales.
Los suazis, principalmente hombres del sur rural del país, han emigrado a Sudáfrica para trabajar en las minas de carbón, y más tarde de oro, desde finales del siglo XIX. Aunque el número de mineros en el extranjero nunca ha sido elevado en términos absolutos debido a la escasa población de Esuatini, la salida ha tenido importantes repercusiones sociales y económicas. El punto álgido del empleo minero en Sudáfrica se produjo durante la década de 1980. El movimiento transfronterizo se ha acelerado desde la década de 1990, ya que el aumento del desempleo ha empujado a más suazis a buscar trabajo en otros países, los hombres suazis del sur han seguido dedicándose a la minería, aunque la industria se ha reducido. Las mujeres constituyen ahora una parte cada vez mayor de los emigrantes y dominan el comercio transfronterizo de artesanía, utilizando los ingresos para comprar bienes en Esuatini. Sin embargo, gran parte de la migración actual no está relacionada con el trabajo, sino que se centra en las visitas a familiares y amigos, el turismo y las compras. El VIH/SIDA en Esuatini se reportó por primera vez en 1986, pero desde entonces ha alcanzado proporciones epidémicas . En 2016, Esuatini tenía la prevalencia más alta de VIH entre adultos de 15 a 49 años del mundo 27,2% del total de la población.
En las últimas décadas se ha producido una emigración masiva de swazis a Sudáfrica y en menor medida a Mozambique en busca de subsistencia y de trabajo.</ref> https://www.theglobeandmail.com/news/world/where-have-all-the-swazis-gone/article141841/protected/</ref>

## Estadísticas
Habitantes:

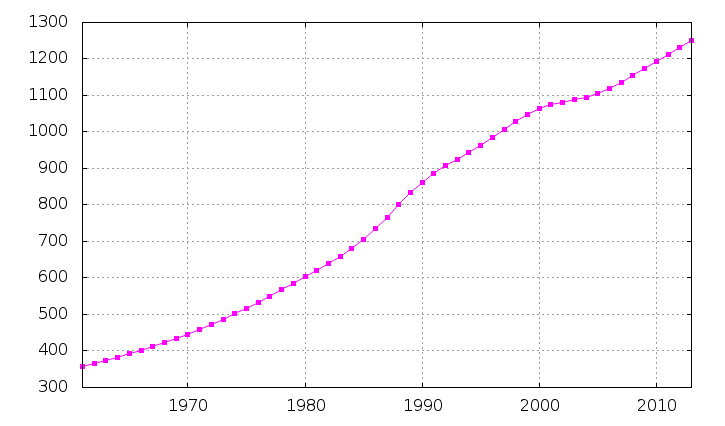
Demografía de Suazilandia. Datos de Organización para la Alimentación y la Agricultura (FAO), ONU, año 2005. Número de habitantes en miles.

1.161.219 (julio de 2003 est.), 1.083.289 (julio de 2000 est.)

Nota:
Las estimaciones para este país toman en cuenta de forma explícita los efectos de la mortalidad causada por el AIDS/HIV. Esto puede resultar en una menor expectativa de vida, tasas de mortalidd infantil y mortalidad más altas, menor población y tasas de crecimiento y cambios en la distribución de la población por sexo y edad que podrían variar si no se tomara en cuenta esta variable.
Estructura etaria:

0-14 años:
41,4% (hombres 242.762; mujeres 238.141) (2003 est.), 46% (hombres 245.626; mujeres 247.825) (2000 est.)

15-64 años:
55,1% (hombres 317.526; mujeres 321.709) (2003 est.), 52% (hombres 270.308; mujeres 291.884) (2000 est.)

65 y más años:
3,5% (hombres 18.040; mujeres 23.041) (2003 est.), 2% (hombres 11.357; mujeres 16.289) (2000 est.)
Edad promedio:

total: 18,5 años

hombres: 18,2 años

mujeres: 18,8 años (2002)
Tasa de crecimiento poblacional:
0,83% (2003 est.), 2,02% (2000 est.)
Tasa de natalidad:
29,37 nacimientos/1.000 habitantes (2003 est.), 40,64 nacimientos/1.000 habitantes (2000 est.)
Tasa de mortalidad:
21,08 muertes/1.000 habitantes (2003 est.), 20,4 muertes/1.000 habitantes (2000 est.)
Tasa neta de migración:
0 migrantes/1.000 habitantes (2000 est.)
Distribución por sexo:

al nacer:
1,02 hombres/mujeres (2003 est.), 1,03 hombres/mujeres (2000 est.)

menos de 15 años:
0,99 hombres/mujeres (2003, 2000 est.)

15-64 años:
0,99 (2003 est.), 0,93 hombres/mujeres (2000 est.)

65 y más años:
0,78 (2003 est.), 0,7 hombres/mujeres (2000 est.)

total de la población:
0,99 (2003 est.), 0,95 hombres/mujeres (2000 est.)
Tasa de mortalidad infantil:

total: 67,44 muertes/1.000 niños nacidos vivos (2003 est.), 108,95 muertes/1.000 niños nacidos vivos (2000 est.)

mujeres: 63,99 muertes/1.000 nacimientos vivos (2003 est.)

hombres: 70,79 muertes/1.000 nacimientos vivos (2003 est.)
Expectativa de vida al nacer:
Total: 39.47 (2003 est.), 40,44 años (2000 est.)

hombres:
41,02 (2003 est.), 39,54 años (2000 est.)

mujeres:
37,87 (2003 est.), 41,37 años (2000 est.)
Tasa de fertilidad:
3,92 niños nacidos/mujer (2003 est.), 5,87 niños nacidos/mujer (2000 est.)
Tasa de prevalencia en adultos de HIV/AIDS:: 33,4% (2001 est.)
Personas viviendo con HIV/AIDS:: 170.000 (2001 est.)
Muertes por HIV/AIDS:: 12.000 (2001 est.)
Grupos étnicos:
Africanos 97%, Europeos 3%
Idiomas:
Inglés (oficial), siswati (oficial)
Alfabetismo:

definición:
personas de 15 años y más que pueden leer y escribir

del total de la población:
81,6% (2003 est.), 76,7% (1995 est.)

hombres:
82,6% (2003 est.), 78% (1995 est.)

mujeres:
80,8% (2003 est.), 75,6% (1995 est.)
- Wikimedia Commons alberga una categoría multimedia sobre Demografía de Suazilandia.

- Datos: Q2593103
- Multimedia: Demographics of Eswatini / Q2593103